# Elbbrücken station
Elbbrücken station är en station för Hamburgs pendeltåg och Hamburgs tunnelbana. Stationen ligger i HafenCity i stadsdelen Hamburg-Mitte och tunnelbanestationen öppnade december 2018. Här har linje U4 sin slutstation. Pendeltågsstationen öppnade december 2019 och trafikeras av linje S3 och S5. Ett centrum samt skrapan Elbtower är planerade att byggas vid stationen.

## Bilder

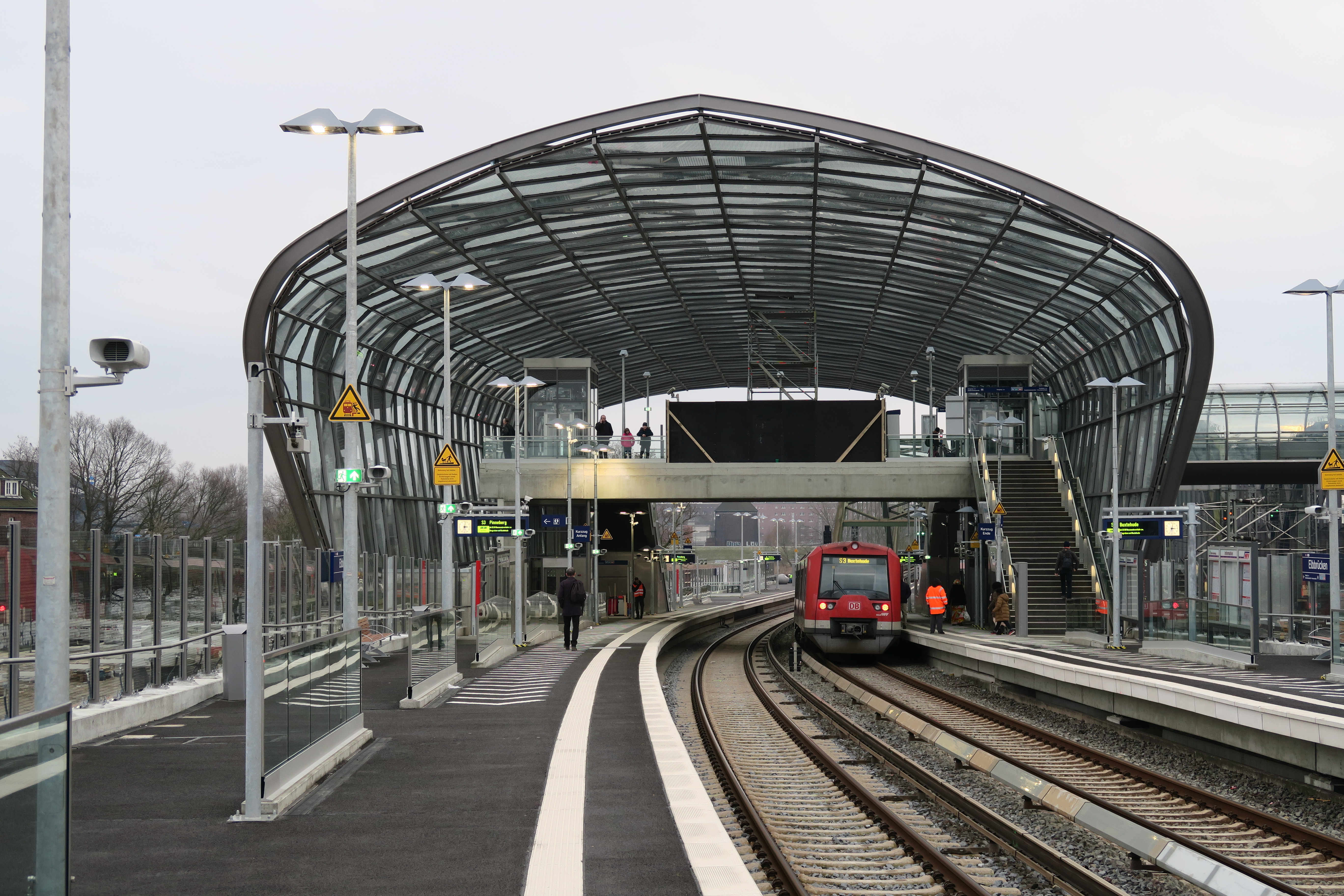
S-Bahnhof Elbbrücken
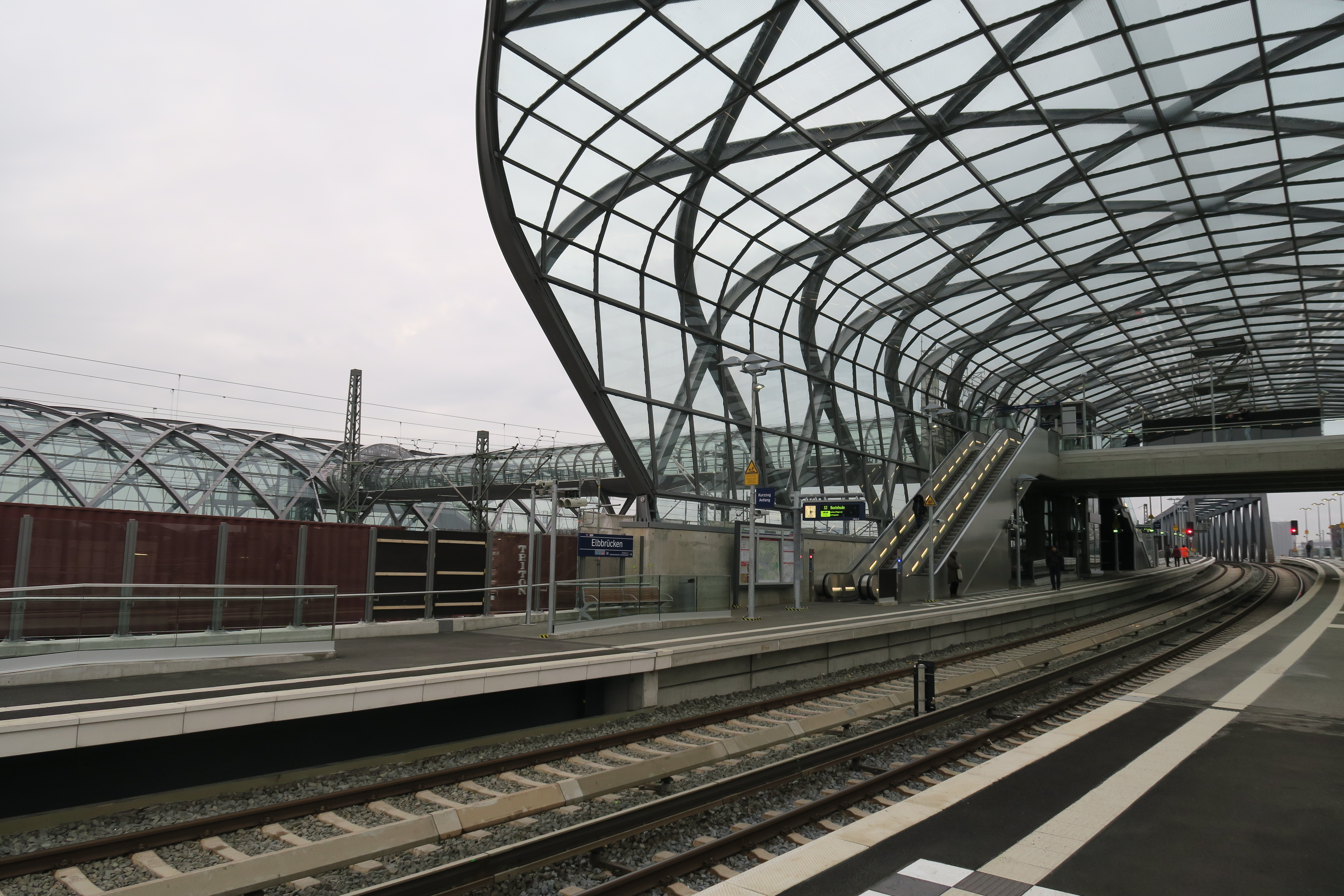
S-Bahnhof och Skywalk
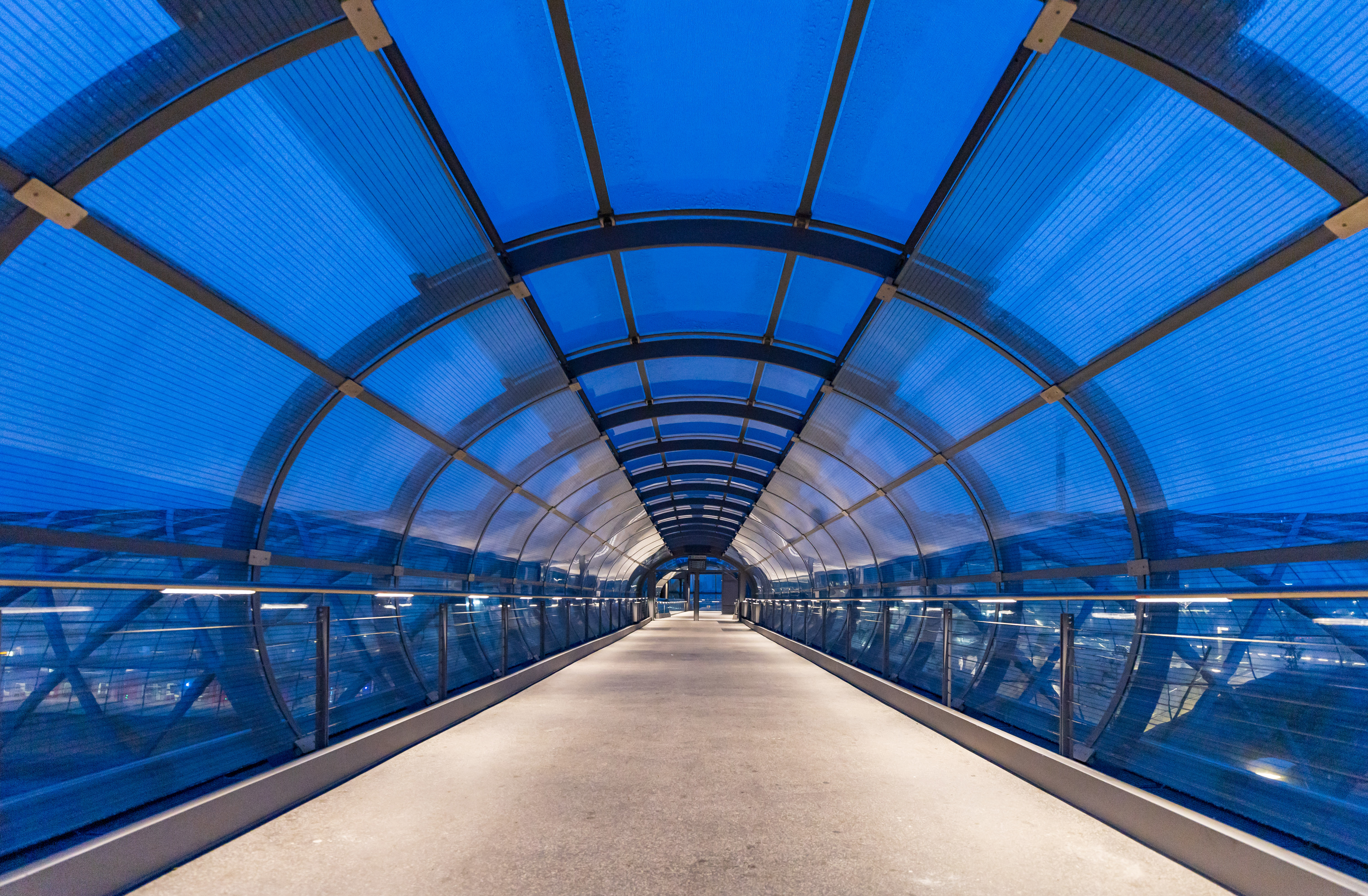
Skywalk mellan S-Bahn och U-Bahn
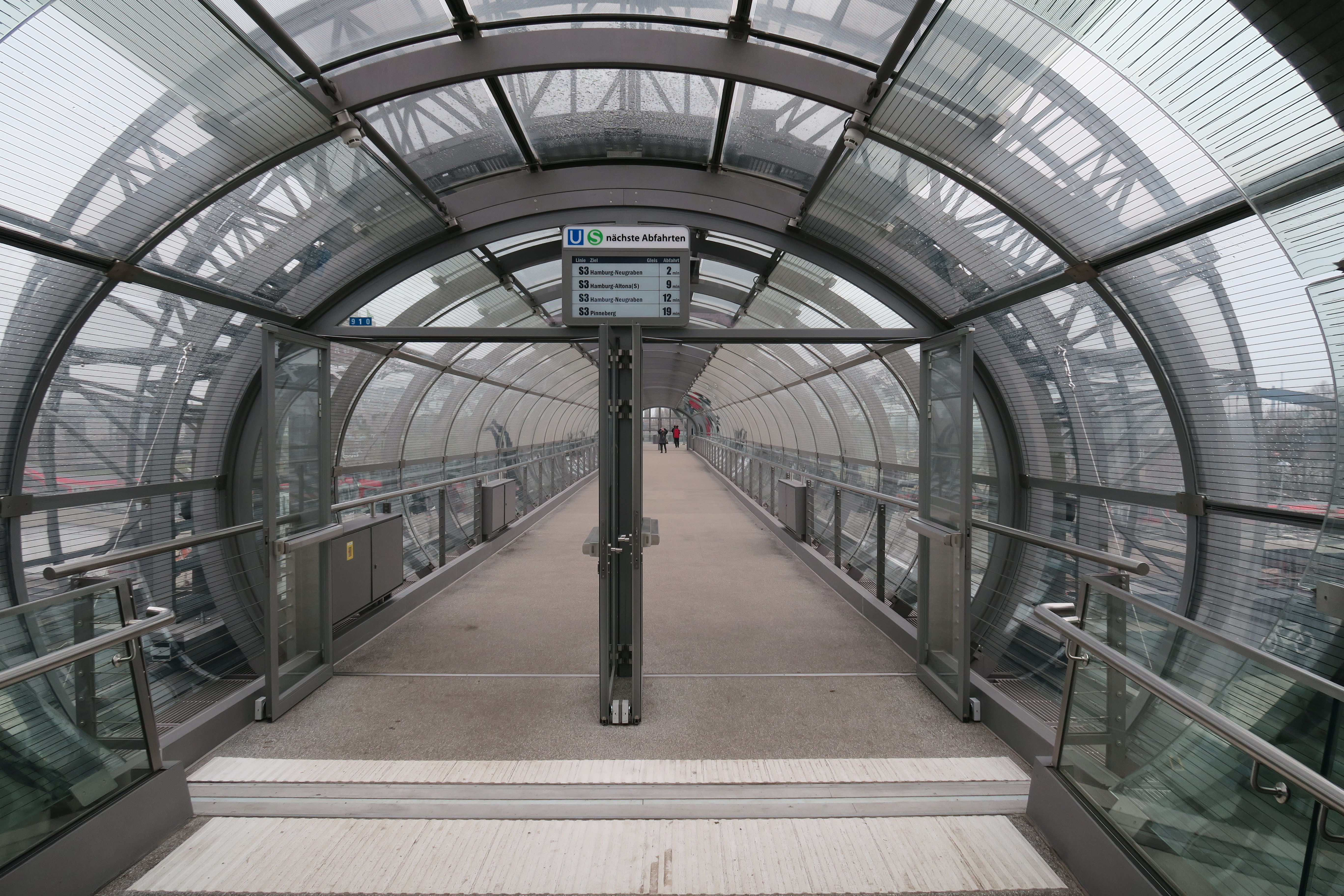
Skywalk dagtid
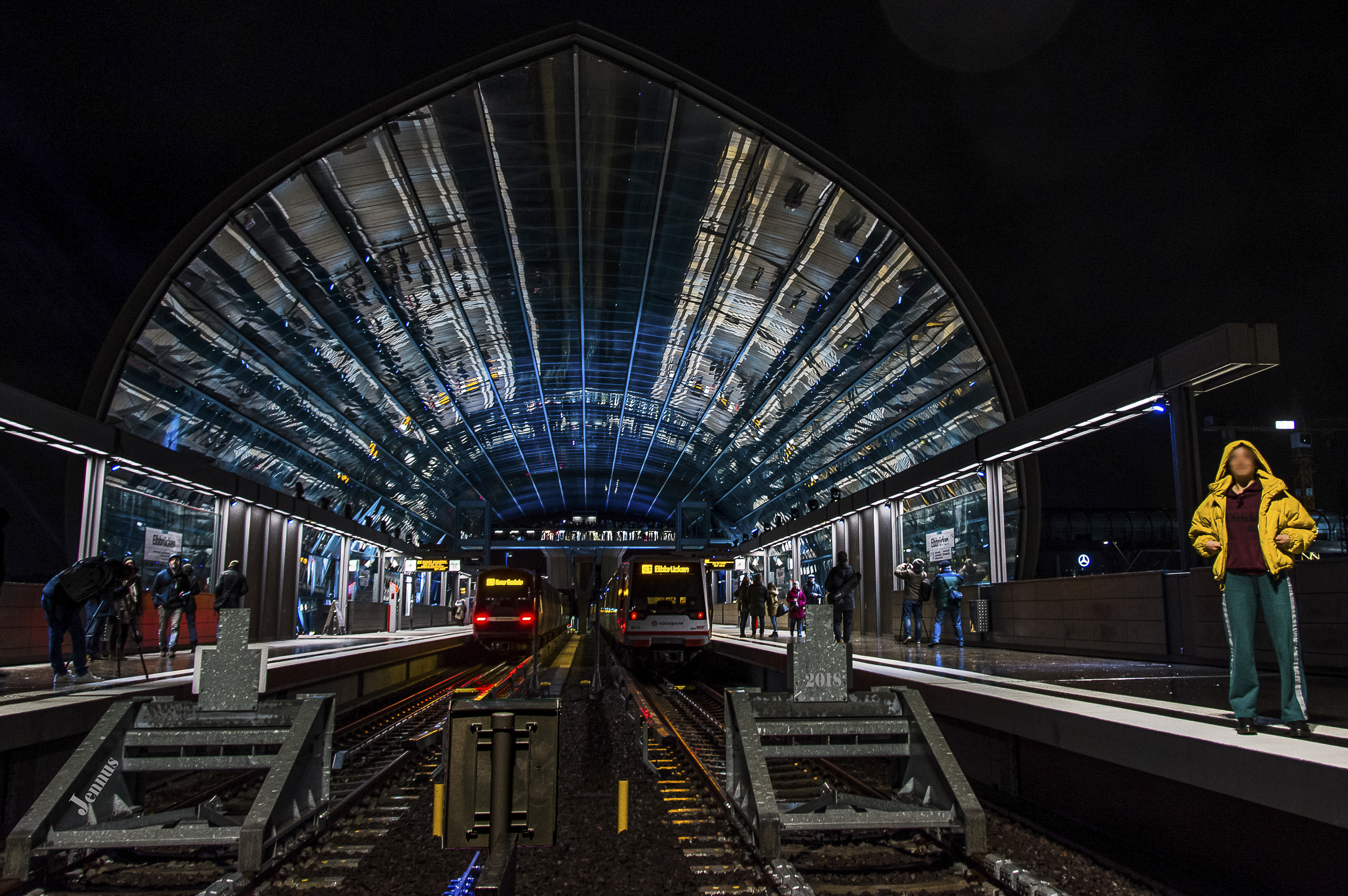
Elbbrücken U-Bahnstation
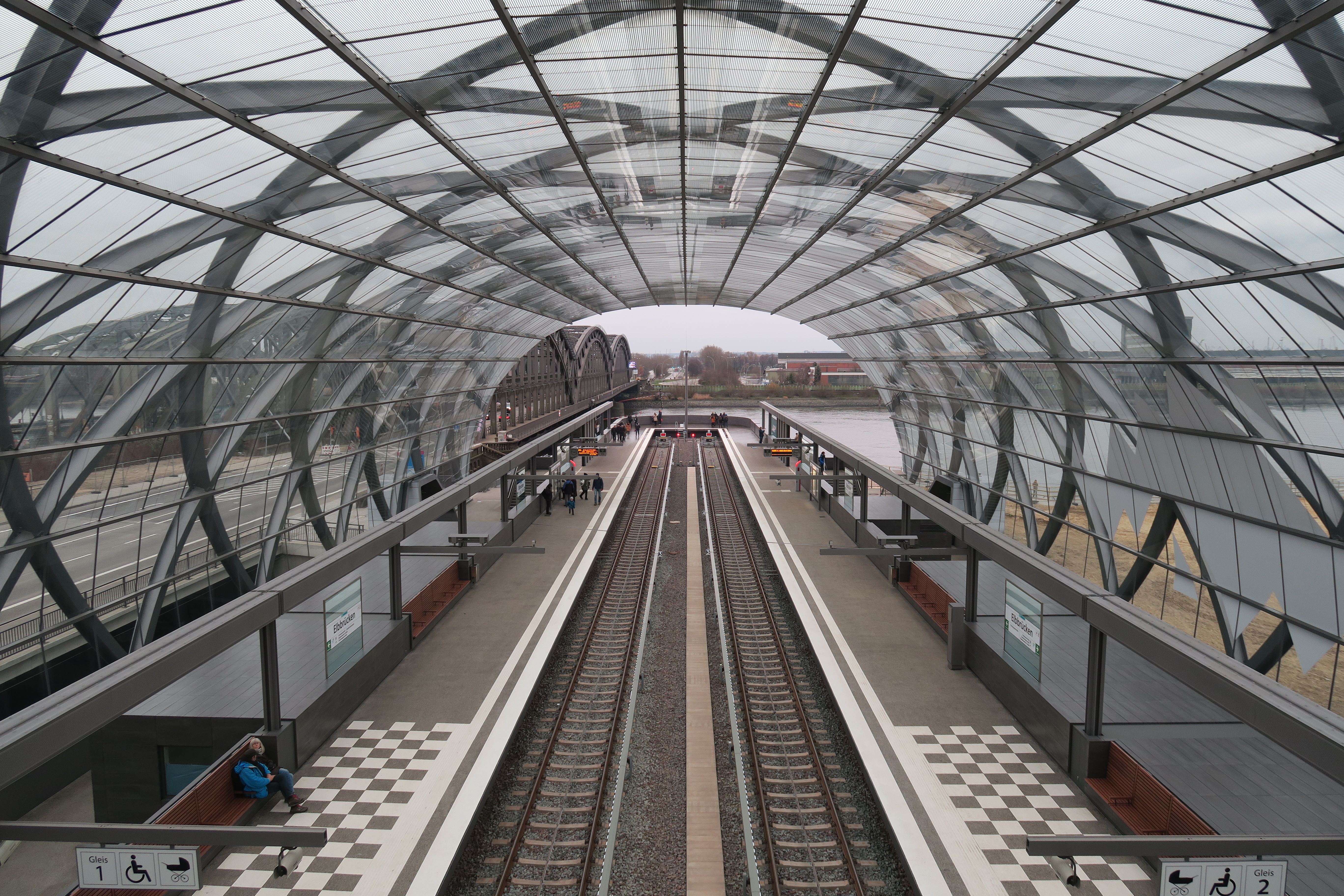
U-Bahn
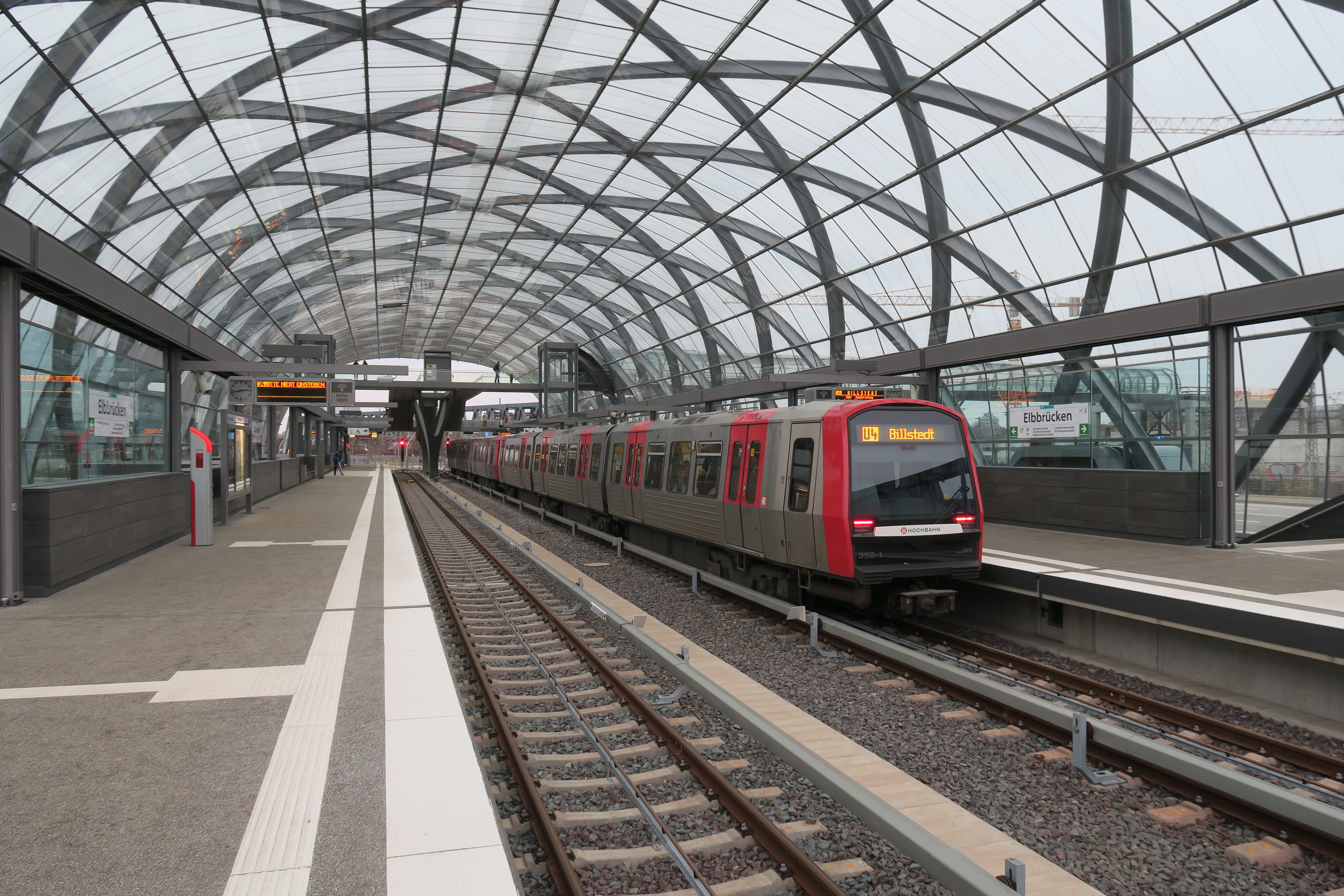
U-Bahntåg
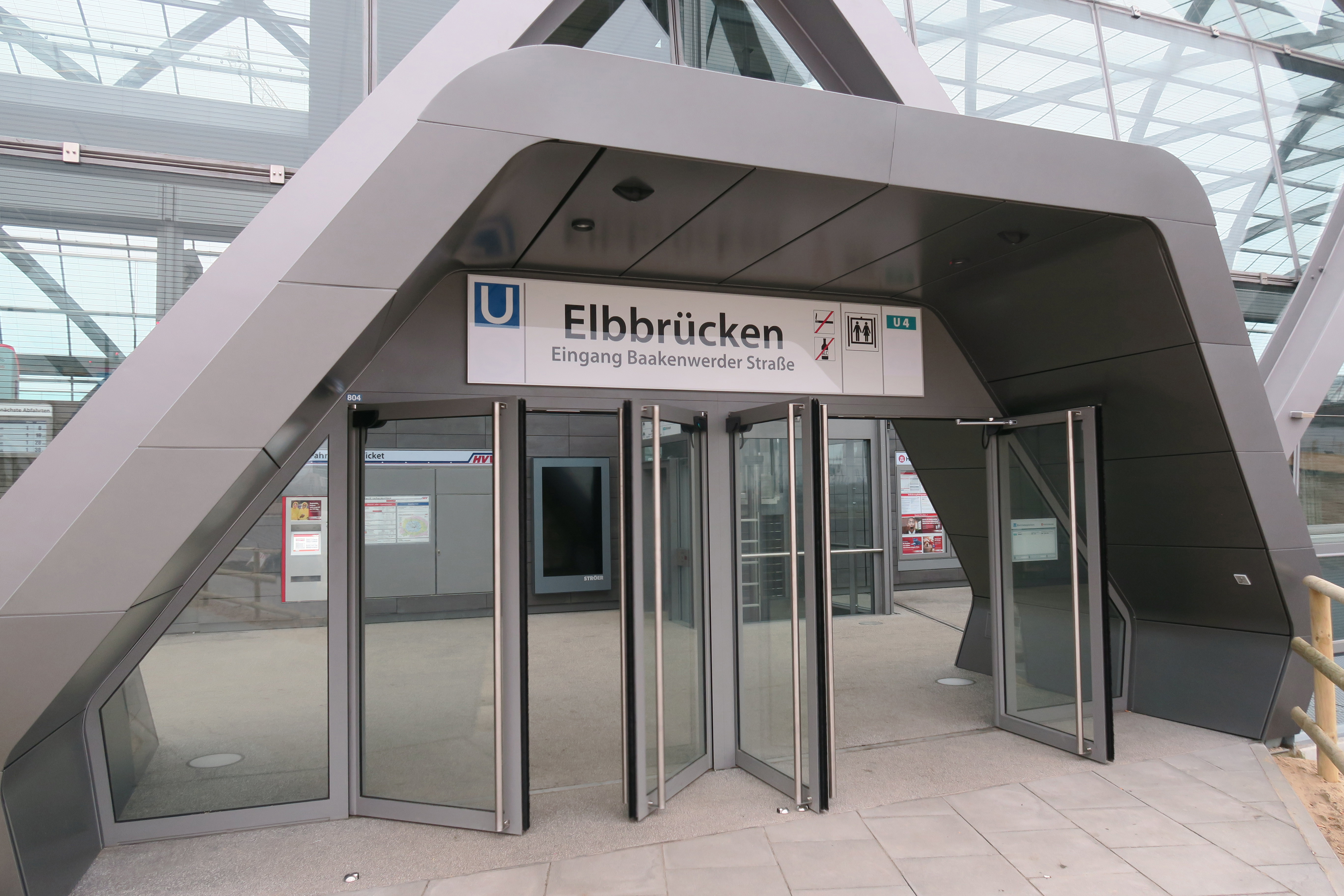
Entré U-Bahn